# آرشي ماكين
آرشي ماكين (بالإنجليزية: Archie McKain) هو لاعب كرة قاعدة أمريكي، ولد في 12 مايو 1911 في دلفوس في الولايات المتحدة، وتوفي في 21 مايو 1985 في سالينا في الولايات المتحدة.

## وصلات خارجية
- آرشي ماكين على موقعبيزبول رفرنس.كوم (الدوري الرئيسي) (الإنجليزية)
- آرشي ماكين على موقعبيزبول رفرنس.كوم (الدوري الثانوي) (الإنجليزية)